# 熊本県道289号大多尾新合線
熊本県道289号大多尾新合線（くまもとけんどう289ごう おおたおしんごうせん）は、熊本県天草市を通る一般県道である。

## 概要

### 路線データ
- 起点：熊本県天草市新和町大多尾
- 終点：熊本県天草市河浦町立原（国道266号交点）

## 路線状況

### 重複区間
- 熊本県道26号本渡牛深線（天草市新和町小宮地）
- 熊本県道326号碇石中田線（天草市新和町碇石 - 天草市新和町中田）

### 道路施設

#### トンネル
- 大多尾隧道：延長250 m、1984年（昭和59年）竣工、天草市

## 地理

### 通過する自治体
- 天草市

### 交差する道路
| 交差する道路                         | 交差する場所 | 交差する場所 |
| ------------------------------------ | ------------ | ------------ |
| 熊本県道26号本渡牛深線 重複区間起点  | 新和町小宮地 |              |
| 熊本県道26号本渡牛深線 重複区間終点  | 新和町小宮地 |              |
| 熊本県道326号碇石中田線 重複区間起点 | 新和町碇石   |              |
| 熊本県道326号碇石中田線 重複区間終点 | 新和町中田   |              |
| 国道266号                            | 河浦町立原   | 終点         |

### 沿線
- 天草市役所 大多尾出張所・新和支所
- 阿蘇神社
- 天草市立新和中学校
- 天草市立新和小学校
- 天草漁業協同組合 本所新和支所

### 峠
- 立原峠